# Перес, Данни
Данни Маркос Перес Вальдес (исп. Danny Marcos Pérez Valdéz; родился 23 января 2000 года, Каракас) — венесуэльский футболист, нападающий клуба «Уачипато».

## Клубная карьера
Перес — воспитанник клуба «Депортиво Ла Гуайра». 16 апреля 2017 года в матче против «Монагас» он дебютировал в венесуэльской Примере, в возрасте 17 лет. В начале 2018 года Данни перешёл в «Самору». 28 января в матче против своего родного клуба «Депортиво Ла Гуайра» он дебютировал за новую команду. В этом же поединке Перес сделал «дубль», забив свои первые голы за «Самору».
В 2018 году был куплен чилийским клубом «Депортес Ла-Серена» и сразу же отдан в аренду в «Коло-Коло», однако не сыграл за «вождей» ни одного матча. В 2019 году был отдан в «Уачипато».

## Международная карьера
В 2017 году Перес в составе юношеской сборной Венесуэлы принял участие в юношеском чемпионате Южной Америки в Чили. На турнире он сыграл в матчах против команд Чили, Перу, Эквадора, Аргентины, а также дважды против Бразилии и Парагвая.

## Титулы и достижения
- Обладатель Кубка Венесуэлы (1): 2018